# Bathyraja brachyurops
Bathyraja brachyurops е вид хрущялна риба от семейство Arhynchobatidae. Видът не е застрашен от изчезване.

## Разпространение и местообитание
Разпространен е в Аржентина, Бразилия, Фолкландски острови и Чили.
Среща се на дълбочина от 28 до 313 m, при температура на водата от 3,2 до 22,3 °C и соленост 32,3 – 35,9 ‰.

## Описание
На дължина достигат до 64,2 cm.